# Allotoca catarinae
 Allotoca catarinae és una espècie de peix de la família dels goodèids i de l'ordre dels ciprinodontiformes.

## Morfologia
- Els mascles poden assolir 5 cm de longitud total[4] i les femelles 8.[5]

## Hàbitat
És un peix d'aigua dolça, de clima tropical (24 °C-27 °C) i demersal.

## Distribució geogràfica
Es troba a Mèxic.

## Observacions
És inofensiu per als humans.